# Dordżpalamyn Narmandach
Dordżpalamyn Narmandach (mong. Доржпаламын Нармандах, ur. 18 grudnia 1975) – mongolski judoka. Brązowy medalista olimpijski z Atlanty.
Zawody w 1996 były jego pierwszymi igrzyskami olimpijskimi. Po medal sięgnął w wadze ekstralekkiej, do 60 kilogramów. Był czterokrotnym medalistą mistrzostw kontynentu, zdobywając złoto w 1996 i brąz w 1993, 2000 i 2001.